# Distrito fitogeográfico del algarrobo
El distrito fitogeográfico del algarrobo es una de las secciones en que se divide la provincia fitogeográfica del espinal, dentro del dominio fitogeográfico chaqueño. Se ubica en el sector central del cono sur de América del Sur. 

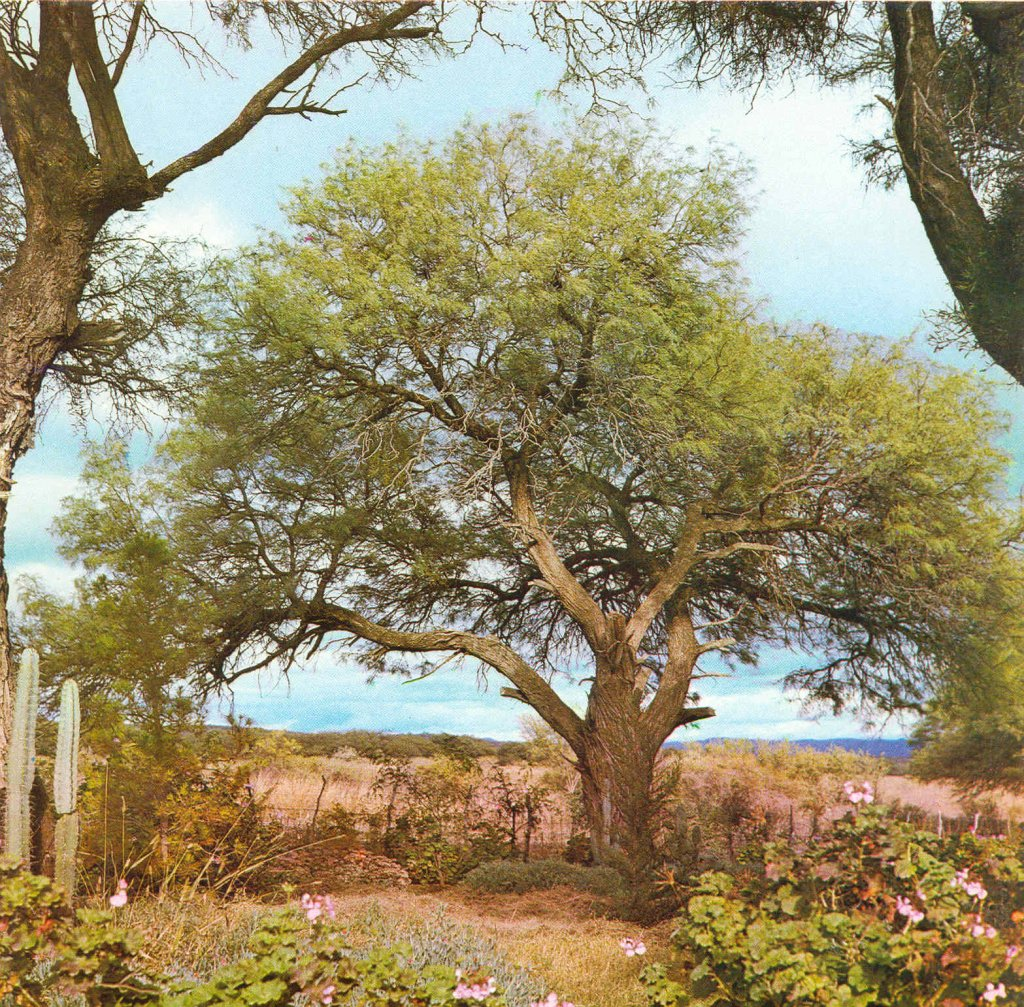
El algarrobo blanco.

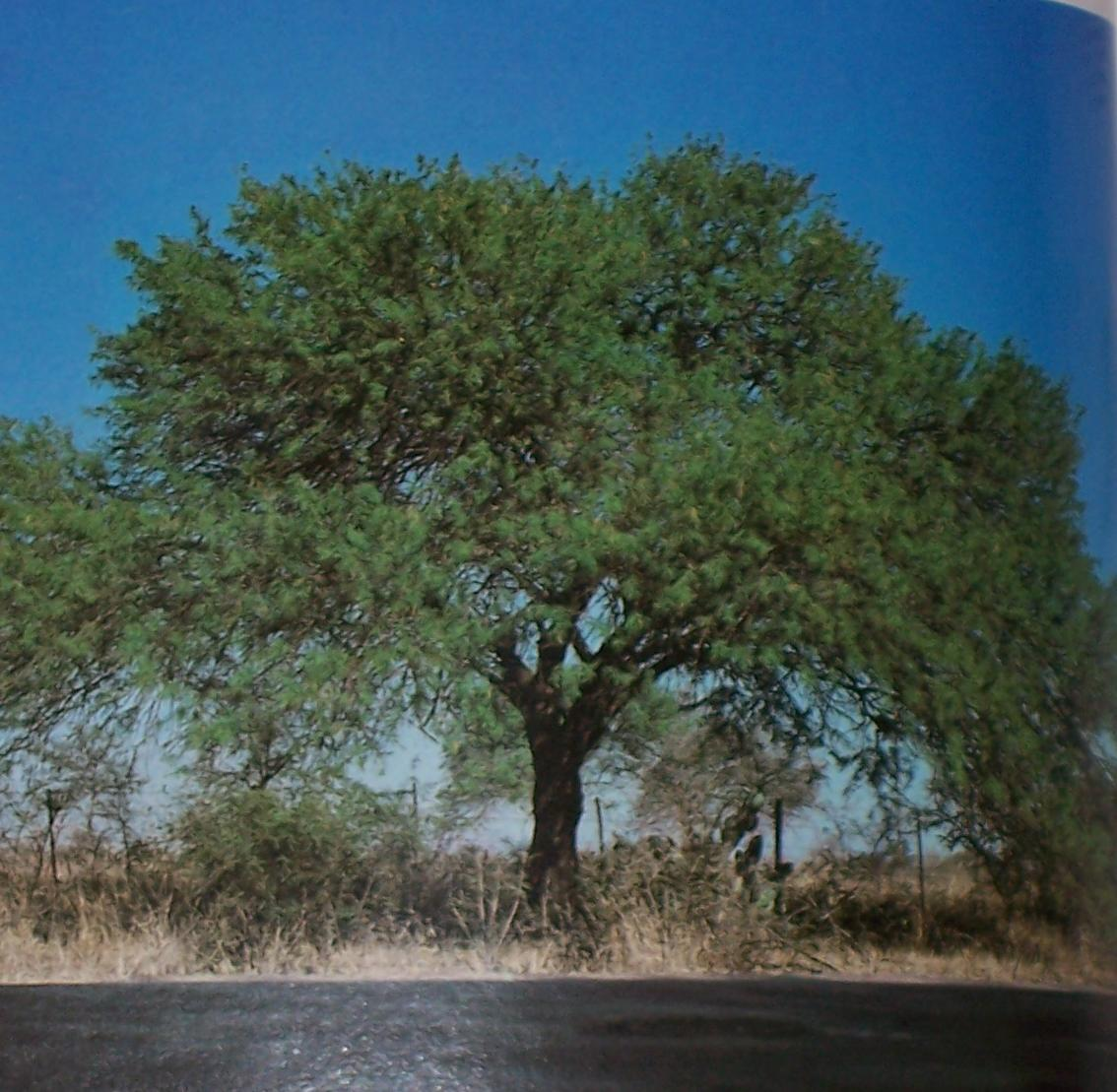
El algarrobo negro.

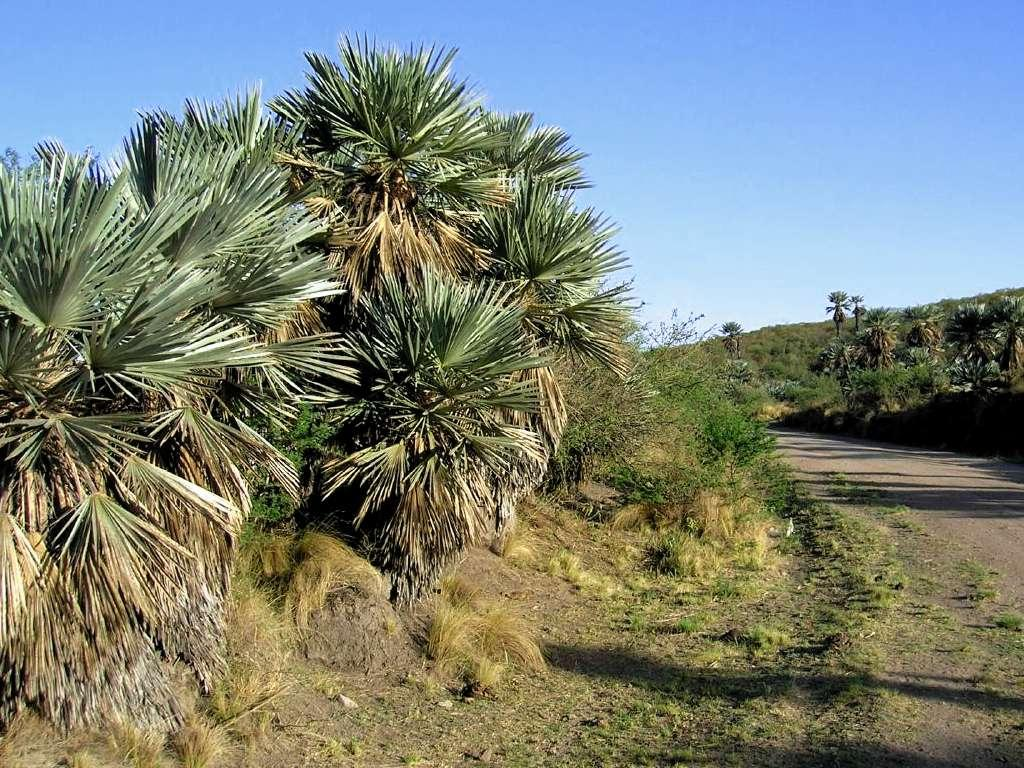
La palmera caranday.

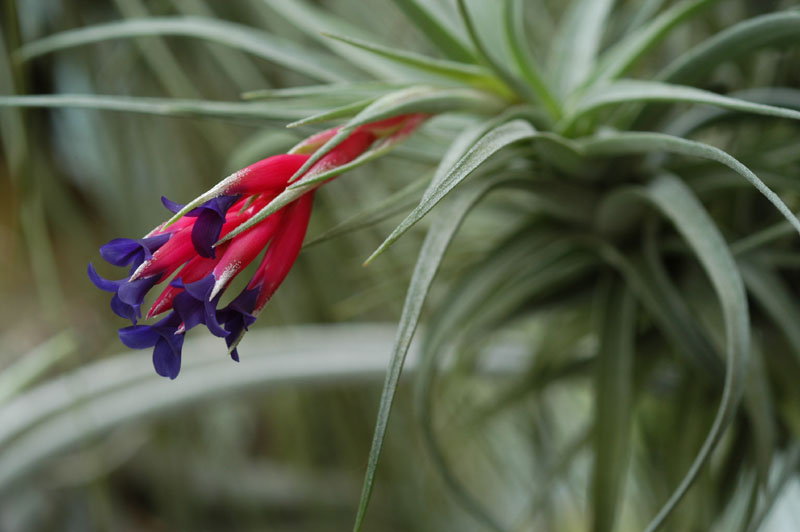
El clavel del aire más común del distrito.

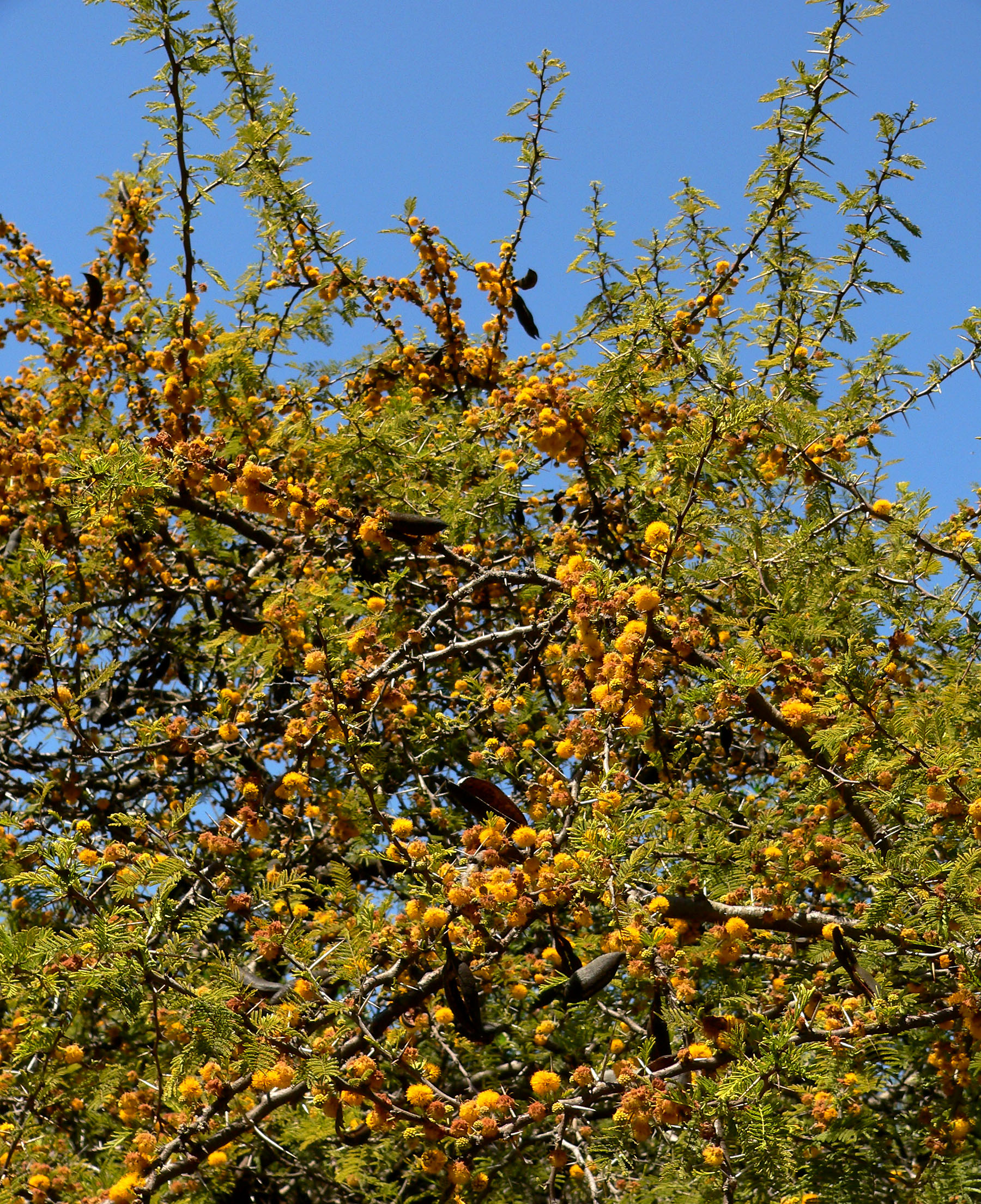
El espinillo.

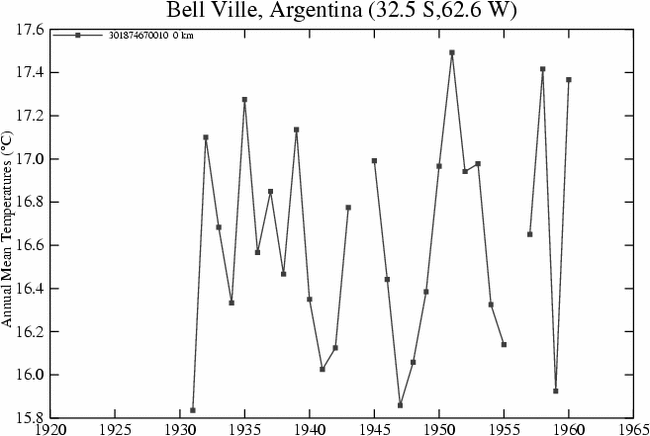
Temperaturas del aire en casilla, entre 1931 y 1960, en la ciudad de Bell Ville, en el centro de Córdoba.

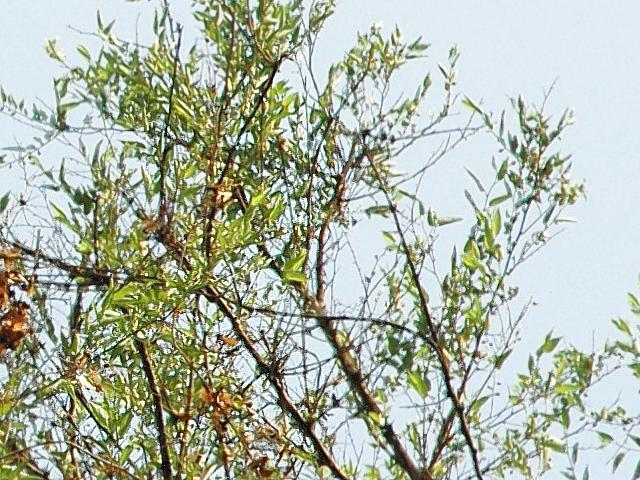
El tala.

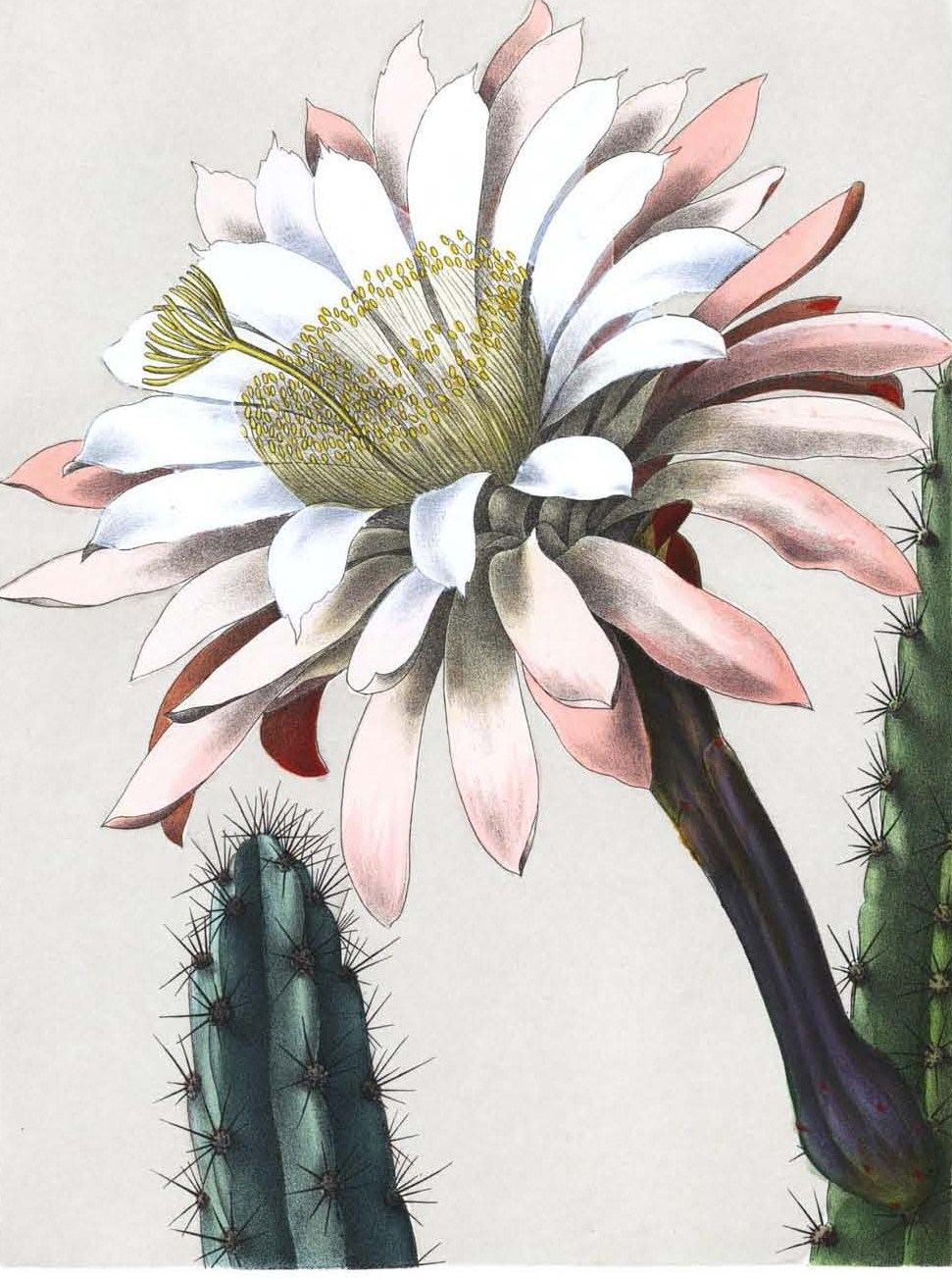
El cardoncito.

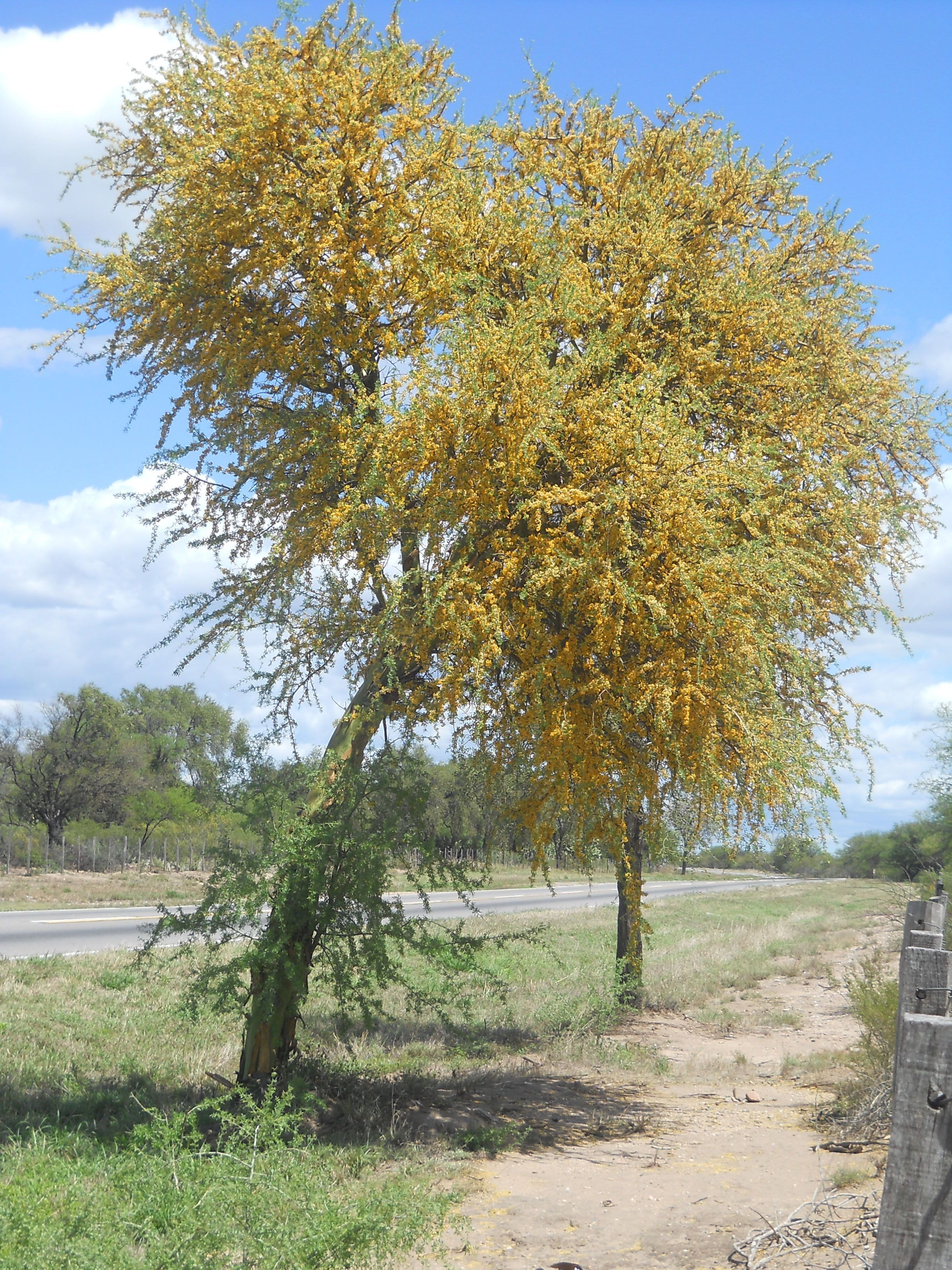
El Chañar.

## Distribución
Se distribuye exclusivamente en el centro de la Argentina, en las provincias de Santa Fe en su sector central, en gran parte de las llanuras del este y centro de Córdoba formando una ancha diagonal, y en el noreste de San Luis. Por las barrancas de ambas márgenes del río Paraná, también se extiende al borde oeste de Entre Ríos y, solo como un subdistrito, penetra en el nordeste de Buenos Aires.

## Denominaciones
Debe su nombre a la denominación popular del género de las especies dominantes en estos bosques: los algarrobos. Otras antiguas denominaciones han quedado en desuso.

## Suelos
Se asienta sobre relives casi planos y de baja altitud, desde el nivel del mar hasta unos 500 m s. n. m. Sus suelos están formados por sedimentos loéssicos, castaños, bien desarrollados con 2 o 3 % de materia orgánica, los que les otorgan una buena aptitud agrícola. Hacia el oeste y sur van tornándose franco-arenosos, areno-limosos, o areno-arcillosos. En los sectores donde se forman bajos el porcentaje de arcilla es mayor, acumulando agua durante los periodos de lluvia, haciendo que estos solo posean un destino ganadero. También se encuentran bajos con mayor carga salino-alcalina, llamados localmente «espartillares», siendo estos los de menor aptitud agropecuaria, y carentes naturalmente de elementos leñosos nativos.

## Clima
El clima presenta características subhúmedas. Las temperaturas medias anuales rondan los 19,5 °C en el norte y 15,5 °C en el sur. En toda esta subregión, por efectos de la continentalidad, las heladas invernales son significativas, aunque en su sector norte estas son algo más suaves. 
Las precipitaciones decrecen desde el NE hacia el SO, con un rango anual entre 1000 a 550 mm, con una marcada distribución estacional, siendo los acumulados mucho más relevantes desde el fin de la primavera hasta el comienzo del otoño, especialmente hacia el oeste del distrito. Los años con nevadas son muy pocos, aunque estas se presentan con más frecuencia en el sector sudoeste del distrito, aunque el granizo es habitual, y suele ocasionar daños en la vegetación.
Los vientos predominantes son los del cuadrante sudeste, llamado localmente «sudestada», con vientos suaves y húmedos; y los del cuadrante norte, que se caracterizan por ser cálidos y húmedos. Menos frecuentes son los del cuadrante sudoeste, llamado localmente «pampero», con vientos fríos y secos, y  los del cuadrante oeste, llamado localmente «viento Zonda», con efectos muy desecantes y dañinos para la vegetación.

## Estructura vegetal
La vegetación se presentaba en su estado clímax como un alto bosque de características semixerófilas, dominano por elementos espinosos o de hojas muy pequeñas, de unos 15 a 20 metros de altura, y con árboles con diámetros mayores a un metro. Este estado ya es imposible de encontrar por el serio daño que sufrió el distrito desde la época de la conquista. En los minúsculos y rarísimos relictos en los que ha logrado sobrevivir se presenta como una foresta abierta, de uno o dos estratos arbóreos de diez metros de altura o aún menos, con un estrato arbustivo, y otro herbáceo. Alternan con los bosques multiespecíficos, algunos bosques de palmeras, sabanas, y estepas graminosas.
Los especies arbóreas del género Prosopis son los componentes más importantes de este sistema boscoso, junto con otras especies de raigambre chaqueña. Los árboles son de porte más bajo y distribución más esparcida que en el Parque Chaqueño occidental, teniendo a su vez sus bosques una menor diversidad específica por lo que a este distrito se lo suele comparar con un «chaco occidental empobrecido».

## Especies vegetales características
Los especies arbóreas del género de los algarrobos son las delineadoras del paisaje forestal, formando un dosel abierto de entre 10 metros de alto, destacando el algarrobo blanco y el algarrobo negro, a quienes acompañan otros árboles como: el quebracho blanco (que junto con el ombú, serían los únicos árboles grandes que crecerían sobre el dosel como emergentes de entre 15 a 25 metros de alto), el tala común, el coronillo. Otras especies arbóreas de porte medio a pequeño (hasta 5 metros de alto) suelen estar siempre presentes, bajo el abierto dosel, sin formar un estrato intermedio propiamente dicho: el espinillo (dominante), el molle, el tala gateador, el chañar, la congorosa, y el sombra de toro. 
La palmera caranday (intermedia) se presenta o bien formando agrupaciones monoespecíficas, o bien intercalada como un simple componente más del bosque típico.  
Entre los arbustos más frecuentes encontramos el cedrón, el poleo, el atamisque, la pichanilla, el pájaro bobo, varios Solanum, diversas especies de chilcas y cactáceas, donde destacan algunas especies de opuntias, y el cardoncito.
Sobre las ramas de los árboles penden enredaderas, y algunas lianas, como la pasionaria y la barba de viejo.
Algunas especies epífitas medran entre las ramas tapizadas de líquenes, entre ellas varias especies de claveles del aire.
En las abras y en el sotobosque abundan diversas especies de gramíneas, destacando la flechilla mansa y la cola de zorro. En los bajos salobres dominan altas gramíneas semihigrófilas del género Spartina.

## Subdistritos
Este distrito cuenta con una entidad inferior, el subdistrito fitogeográfico del tala, en el cual montado sobre las barrancas de las márgenes del río Paraná, se extiende como una angosta cuña entre la estepa pampeana y la vegetación higrófila del valle de inundación del río Paraná y su delta delta. De esta manera, y manteniendo todavía una buena diversidad biológica, recorre todo el nordeste de Buenos Aires, continuando luego sobre los antiguos cordones de conchillas, relive este que le permitirá alcanzar las paleodunas de la costa Atlántica, llegando así hasta los alrededores de Mar del Plata y al pedemonte de la sierra de los Padres.

## Conservación
Por causa del avance de la frontera agropecuaria, ya no se encuentra el bosque clímax en los mínimos relictos que han logrado mantenerse en pie. Incentivadas por una estrategia económica nacional que toma como base de la renta del país a los dividendos aportados por las exportaciones de sus materias primas, las plantaciones de maní, sorgo, maíz, trigo, y en especial soja produjeron durante todo el siglo XX y en el siglo XXI la casi completa extirpación del distrito, sin que se haya tenido el cuidado de preservar una superficie representativa como área protegida, solo lográndose conservar algunos pequeños remanentes boscosos como el del parque Tau, de Bell Ville,(45 ha) que constituye una muestra representativa en pie (aunque invadida en parte por especies exóticas) de este distrito exclusivo de la Argentina.